# Publizitätsgesetz
Das Publizitätsgesetz regelt in Deutschland die Publizitätspflicht von Unternehmen, die nicht schon als Kapitalgesellschaften zur Offenlegung ihres Jahresabschlusses verpflichtet sind. Dazu gehören insbesondere Personengesellschaften und Einzelunternehmen. Diese sind nur zur Offenlegung verpflichtet, wenn ihr Geschäftsbetrieb einen erheblichen Umfang übersteigt.
Der Schwellenwert für die Anwendung des Gesetzes wird nach § 1 Abs. 1 PublG erreicht, wenn an drei aufeinanderfolgenden Stichtagen mindestens zwei dieser drei Betriebsgrößen-Merkmale zutreffen:
- Bilanzsumme von mehr als 65 Millionen Euro
- Umsatzerlöse von mehr als 130 Millionen Euro
- mehr als 5.000 Arbeitnehmer

Damit beläuft sich der Schwellenwert hinsichtlich der Bilanzkennzahlen auf das Vierfache der großen Kapitalgesellschaften, hinsichtlich der Arbeitnehmerzahl sogar auf das Zwanzigfache.